# Annabelle Moore

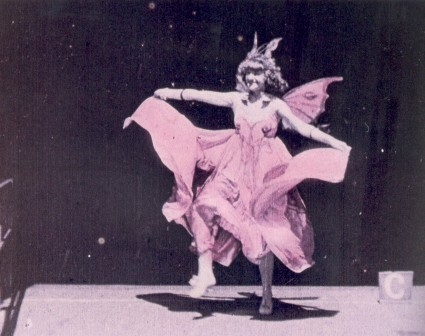
Annabelle Moore en la película Annabelle Sun Dance.

Annabelle Moore (nombre original: Annabelle Whitford, 6 de julio de 1878, Chicago, Estados Unidos-29 de noviembre de 1961, Chicago, Estados Unidos) también conocida como Peerless Annabelle, fue una bailarina y actriz estadounidense que apareció en numerosas películas mudas tempranas. Fue la Gibson girl original en las Ziegfeld Follies de 1907.

## Biografía
Nacida en Chicago, debutó a los quince años bailando en la Exposición Universal de 1893. Más tarde se mudó a Nueva York, donde apareció en varios cortometrajes para los Edison Studios y sobre los escenarios en Broadway.
Fue muy popular en su juventud. La venta de los cortos que protagonizaba aumentó en 1896, cuando se reveló que alguien le había ofrecido bailar desnuda en una cena privada en el restaurante Sherry's.
Se casó con Edward James Buchan en 1910, un matrimonio que duró hasta la muerte de él en 1958. Su popularidad se desvaneció tras el matrimonio; murió olvidada y sin un centavo en Chicago en 1961.

## Filmografía
- Annabelle Sun Dance (1894)
- Annabelle Butterfly Dance (1894)
- Annabelle Serpentine Dance (1895)
- Tambourine Dance by Annabelle (1896)
- Butterfly Dance (1896)
- Annabelle in Flag Dance (1896)
- Sun Dance - Annabelle (1897)